# Joeropsis paulensis
Joeropsis paulensis là một loài chân đều trong họ Joeropsididae. Loài này được Vanhöffen miêu tả khoa học năm 1914.